# Haitská kreolština
Haitská kreolština (kreyòl ayisyen), často nazývaný haitština nebo obecně kreolština, je jazyk používaný asi 8,5 miliony mluvčích na Haiti a téměř čtyřmi miliony mluvčích žijících v emigraci včetně Kanady, Spojených států, Venezuely a mnoha států v Karibiku. Jde tak o nejrozšířenější kreolský jazyk na světě.
Haitská kreolština je společně s francouzštinou oficiálním jazykem Haiti. Je založena především na francouzštině 18. století, ale reflektuje vlivy západoafrických a středoafrických jazyků včetně některých jazyků arabských, jazyka Taínů, portugalštiny, španělštiny a angličtiny. Africký a francouzský vliv je vzhledem k přímému kontaktu těchto jazyků v době formování haitštiny nejsilnější.
Místními variantami haitštiny hovoří i obyvatelé Francouzské Guyany, Martiniku, Guadeloupu, Svaté Lucie, Svatého Bartoloměje a Dominiky.
Díky úsilí Felixe Morisseau-Leroye je od roku 1961 uznávána jako oficiální jazyk společně s francouzštinou, která byla od vzniku nezávislosti Haiti v roce 1804 jediným literárním jazykem. Oficiální status podpořila ústava z roku 1987. Množství literatury v haitštině je malé, ale pomalu narůstá. Mnoho mluvčích je trilingvních hovořících haitsky, francouzsky a španělsky nebo anglicky. Jeho používání jako literárního jazyka se rozvíjí od 80. let 20. století a dnes jsou v něm vydávány mnohé noviny a vysílají v něm mnohé radiové a televizní stanice.

## Příklady

### Číslovky
| Haitsky | Česky |
| en      | jeden |
| de      | dva   |
| twa     | tři   |
| kat     | čtyři |
| senk    | pět   |
| sis     | šest  |
| sèt     | sedm  |
| uit     | osm   |
| nèf     | devět |
| dis     | deset |

## Vzorový text

### Všeobecná deklarace lidských práv
| haitská kreolština | Tout moun fèt lib, egal ego pou diyite kou wè dwa. Yo dote ak rezon ak la konsyans epi yo ta dwe aji youn ak lòt nan yon lespri fwatènite. |
| česky              | Všichni lidé se rodí svobodní a sobě rovní co do důstojnosti a práv. Jsou nadáni rozumem a svědomím a mají spolu jednat v duchu bratrství. |